# کروشویتسا (ولاسوتینتسه)
کروشویتسا (به صربی: Kruševica) یک منطقهٔ مسکونی در صربستان است که در ولاسوتینتسه واقع شده‌است. کروشویتسا ۵۶۷ نفر جمعیت دارد.